# Gimnastyka na Letnich Igrzyskach Olimpijskich 1932
Wyniki zawodów gimnastycznych, które odbyły się podczas LIO 1932. 

## Medaliści

### Mężczyźni
| Konkurencja                 |                     |                   |                   |
| --------------------------- | ------------------- | ----------------- | ----------------- |
| Wielobój indywidualnie      | Romeo Neri          | István Pelle      | Heikki Savolainen |
| Wielobój drużynowo          | Włochy              | Stany Zjednoczone | Finlandia         |
| Skok przez konia            | Savino Guglielmetti | Al Jochim         | Ed Carmichael     |
| Ćwiczenia na poręczach      | Romeo Neri          | István Pelle      | Heikki Savolainen |
| Ćwiczenia na kółkach        | George Gulack       | Tom Denton        | Giovanni Lattuada |
| Ćwiczenia na drążku         | Dallas Bixler       | Heikki Savolainen | Einari Teräsvirta |
| Ćwiczenia na koniu z łękami | István Pelle        | Omero Bonoli      | Frank Haubold     |
| Ćwiczenia wolne             | István Pelle        | Georges Miez      | Mario Lertora     |
| Maczugi                     | George Roth         | Phil Erenberg     | Bill Kuhlemeier   |
| Skoki na ścieżce            | Rowland Wolfe       | Ed Gross          | Bill Hermann      |
| Wspinanie po linie          | Benny Bass          | Jack Galbraith    | Thomas Connolly   |

## Klasyfikacja medalowa
| Klasyfikacja medalowa | Klasyfikacja medalowa | Klasyfikacja medalowa | Klasyfikacja medalowa | Klasyfikacja medalowa | Klasyfikacja medalowa |
| --------------------- | --------------------- | --------------------- | --------------------- | --------------------- | --------------------- |
| Miejsce               | Reprezentacja         | Złoto                 | Srebro                | Brąz                  | Razem                 |
| 1.                    | Stany Zjednoczone     | 5                     | 6                     | 5                     | 16                    |
| 2.                    | Włochy                | 4                     | 1                     | 2                     | 7                     |
| 3.                    | Węgry                 | 2                     | 2                     | 0                     | 4                     |
| 4.                    | Finlandia             | 0                     | 1                     | 4                     | 5                     |
| 5.                    | Szwajcaria            | 0                     | 1                     | 0                     | 1                     |